# Zweifarbige Kammratte
Die Zweifarbige Kammratte (Ctenomys bicolor) ist eine Art der Kammratten. Die Art wurde 1914 aus dem südwestlichen Amazonasgebiet Brasiliens wissenschaftlich erstbeschrieben und ist nur von einzelnen Funden im Bundesstaat Rondônia bekannt.

## Merkmale
Die Zweifarbige Kammratte erreicht eine Kopf-Rumpf-Länge von durchschnittlich 31,4 Zentimetern und eine Schwanzlänge von 8,9 Zentimetern. Die Hinterfußlänge beträgt mit Klaue etwa 45 Millimeter und ohne Klaue 39 Millimeter. Es handelt sich damit um eine mittelgroße Art der Gattung. Von der Art wurden zwei Farbmorphen beschrieben. Der Typus hatte einen braunen Rücken und einen heller gefärbten Bauch, ein weiteres Individuum war vollständig schwarz gefärbt.
Der Karyotyp besteht aus einem Chromosomensatz von 2n=40 Chromosomen (FN=68).

## Verbreitung
Die Zweifarbige Kammratte lebt im südwestlichen Amazonasgebiet Brasiliens und ist wissenschaftlich nur von zwei einzelnen Funden im Bundesstaat Rondônia bekannt. Der Typus wurde 1914 in dem indianischen Dorf José Bonifácio gesammelt, ein weiteres Individuum stammt aus Pimenta Bueno. Die Höhenverbreitung liegt bei einer Höhe von etwa 335 Metern über dem Meeresspiegel.

## Lebensweise
Die Lebensräume der Zweifarbigen Kammratte sind geprägt vom amazonischen Regenwald des Mato Grosso. Sie lebt in sandigen Böden der Wälder entlang von Flüssen und in Sandstreifen des südlichen Amazonasbeckens, wobei sie auch in entwaldeten Gebieten in Maniokfeldern vorkommen kann. Sie lebt wie alle anderen Kammratten am Boden und im Boden grabend. Über ihre Lebensweise liegen darüber hinaus keine Informationen vor.

## Systematik
Die Zweifarbige Kammratte wird als eigenständige Art in die Gattung der Kammratten (Ctenomys) eingeordnet. Diese besteht aus etwa 70 Arten. Die wissenschaftliche Erstbeschreibung der Art stammt von dem brasilianischen Zoologen Alípio de Miranda-Ribeiro aus dem Jahr 1914, der sie anhand eines Individuums ohne Angabe der Terra typica beschrieb. Das Typusexemplar wurde von der Commisão de Linhas Telegráphicas Estratégicas de Matto-Grosso ao Amazonas (Comissão Rondon) am 9. Oktober 1912 gesammelt, wahrscheinlich von Miranda-Ribeiro als leitendem Zoologen selbst. Spätere Bearbeiter gaben das „Mato Grosso“ als Fundort an. Bidau & Dias de Avila-Pires 2009 korrigierten die Angabe und grenzten das Gebiet auf der Basis der Aufzeichnungen der Comissão Rondon auf das Gebiet nahe dem Dorf José Bonifácio im erst seit 1981 bestehenden Bundesstaat Rondônia ein und gaben dabei die Koordinaten 11° 50’ 10’’ bis 12° 00’ 00’’ Süd und 60° 51’ 35’’ W bis 61° 19’ 29’’ West an, wobei sie festhielten, dass das tatsächliche Verbreitungsgebiet wahrscheinlich kleiner sei.
Die Art wird aktuell keiner Artengruppe in der Gattung zugeordnet. Der taxonomische Status und vor allem die Abgrenzungen gegen die Natterer-Kammratte (Ctenomys nattereri) und die Rondônia-Kammratte (Ctenomys rondoni) sind allerdings unklar. Innerhalb der Art werden neben der Nominatform keine weiteren Unterarten unterschieden.

## Status, Bedrohung und Schutz
Die Zweifarbige Kammratte wird von der  International Union for Conservation of Nature and Natural Resources (IUCN) bislang (Stand Mai 2019) nicht gelistet.

## Belege
1. 1 2 3 4 5 6 7 8 9  Bicolored Tuco-tuco. In: T.R.O. Freitas: Family Ctenomyidae In: Don E. Wilson, T.E. Lacher, Jr., Russell A. Mittermeier (Herausgeber): Handbook of the Mammals of the World: Lagomorphs and Rodents 1. (HMW, Band 6) Lynx Edicions, Barcelona 2016, S. 513. ISBN 978-84-941892-3-4.
2. 1 2 3  Claudio J. Bidau, Fernando Dias de Avila-Pires: On the type locality of Ctenomys bicolor Miranda Ribeiro, 1914 (Rodentia: Ctenomyidae). Mastozoología Neotropical 16(2), 2009; S. 445–447.